# Rhodesiella vamagishii
Rhodesiella vamagishii är en tvåvingeart som beskrevs av Kanmiya 1983. Rhodesiella vamagishii ingår i släktet Rhodesiella och familjen fritflugor. Inga underarter finns listade i Catalogue of Life.